# Swann Oberson
Swann Oberson (Suiza, 26 de julio de 1986) es una nadadora suiza especializada en pruebas de larga distancia en aguas abiertas, donde consiguió ser campeona mundial en 2011 en los 5 kilómetros en aguas abiertas.

## Carrera deportiva
En el Campeonato Mundial de Natación de 2011 celebrado en Shanghái (China), ganó la medalla de oro en los 5 kilómetros en aguas abiertas, con un tiempo de 1:00:39 segundos, por delante de la francesa Aurélie Muller  (plata con 1:00:40.1 segundos) y la estadounidense Ashley Grace Twichell (bronce con 1:00:40.2 segundos).